# Up at Night
Up at Night è un singolo della cantante statunitense Kehlani con il featuring del cantante canadese Justin Bieber, pubblicato il 30 marzo 2022 tramite l'etichetta Atlantic Records come terzo estratto dal terzo album di Kehlani, Blue Water Road. Il brano è la seconda collaborazione tra i due artisti, preceduta da Get Me.

## Composizione e testi
Up at Night è stato descritto come un brano "etere, liscio e sensuale".

## Video musicale
Il video ufficiale di Up at Night, diretto da Nono & Rogo, è stato pubblicato il 3 maggio 2022.

## Formazione
- Kehlani – voce, testi
- Justin Bieber – voce, testi
- Pop Wansel – produzione, testi, programmazione, strumentazione
- Rogét Chahayed – produzione, testi
- Ant Clemons – testi
- Jazzie B – testi
- Destin Conrad – testi
- Rosemarie Windross – testi
- Anthony Tucci, Jr. – engineering
- Damien Lewis – engineering
- Some Randoms – strumentazione, programmazione
- Peter Lee Johnson – archi
- Spike Stent – mixing
- Michael Freeman – mixing
- Kuk Harrell – produzione vocale
- Josh Gudwin – produzione vocale
- Stevie Mackey – produzione vocale

## Classifiche
| Classifica (2022) | Posizione maggiore |
| ----------------- | ------------------ |
| Canada            | 78                 |
| Mondo             | 140                |
| Irlanda           | 94                 |
| Paesi Bassi       | 9                  |
| Nuova Zelanda     | 5                  |
| Svezia            | 73                 |
| Regno Unito       | 90                 |
| Stati Uniti       | 16                 |